# Jie Ming-čchen
Jie Ming-čchen (zjednodušená čínština: 叶名琛; tradiční čínština: 葉名琛; pinyin: Yè Míngchēn, 21. prosince 1807, Chan-jang, Wu-chan – 9. dubna 1859, Kalkata) byl čínský úředník za vlády dynastie Čching. Je známý především díky svému odporu vůči britským vlivům v Číně po první opiové válce a především svojí rolí na počátcích druhé opiové války.

## Kariéra
Jie Ming-čchen pocházel z rodiny učenců z provincie Chu-pej, při zkouškách v roce 1835 dosáhl prvního místa. Svoji úřednickou kariéru začal v císařské akademii a postupně se rychle vypracoval až na pozici finančního komisaře v Chu-nanu a později v provincii Kuang-tung.
V roce 1848 byl jmenován guvernérem provincie Kuang-tung. V této funkci se dostal do konfliktu s Velkou Británií, jelikož nechtěl povolit pobyt britským obchodníkům v Kantonu.
Za svoji snahu držet Brity mimo území města Kanton byl v roce 1852 povýšen na místokrále Linag-kuang a dále byl také ustanoven císařským komisařem. Jie Ming-čchen dále pokračoval ve svém snažení odporovat britskému vlivu.

## Druhá opiová válka
V polovině 50. léta let 19. století se dynastie Čching potýkala s několika vnitřními problémy a povstáními rebelů. V této době se Británie domnívala, že veškeré výhody, které získala po skončení první opiové války, nejsou dostačující. Hledala tedy vhodnou záminku pro vyvolání dalšího možného konfliktu. Na počátku roku 1856 se Británie naskytla příležitost.
V přístavu v Kantonu kotvila loď Arrow (jedno z alternativních označení pro druhou opiovou válku je podle názvu této lodi „Arrow war“), která byla registrována pod britskou vlajkou. Čínští úředníci, pod vedením Jie Ming-čchena, vtrhli na loď a zatkli několik členů posádky, jednalo se však o čínské občany. I když byli posléze všichni propuštěni, Británie začala na Perlové řece s ostřelováním Kantonu. Čína reagovala zastavením zahraničního obchodu a posléze byly v Kantonu zapalovány sklady zboží patřící cizincům. Na toto zahájení agrese reagovala i Francie. Pro připojení se do bojů na britské straně použili jako záminku vraždu francouzského misionáře na čínské půdě. Jie Ming-čchen byl během války zajat britskými vojáky a jako válečný zajatec byl dopraven do Kalkaty v Britské Indii, kde následně v roce 1859 zemřel.